# (4397) Jalopez
(4397) Jalopez (1981 JS1) – planetoida z pasa głównego asteroid okrążająca Słońce w ciągu 3,51 lat w średniej odległości 2,31 j.a. Odkryta 9 maja 1981 roku.